# Karlheinz Hengst

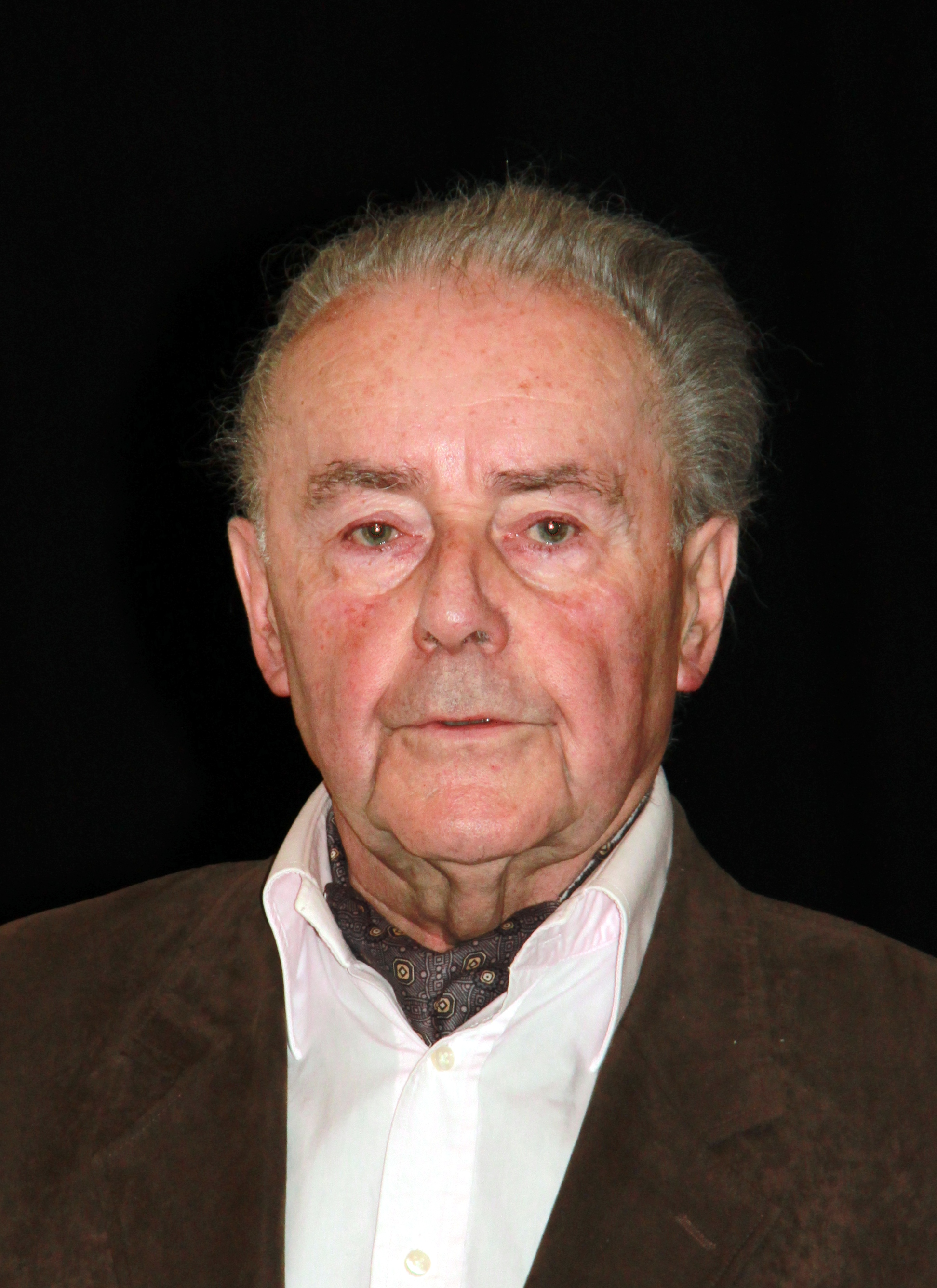
Karlheinz Hengst (2013)

Karlheinz Hengst (* 2. März 1934 in Marienberg) ist ein deutscher Onomastiker und Politiker. Von 1971 bis 1990 war er Volkskammerabgeordneter für die NDPD. Von 1993 bis zu seiner Emeritierung 1999 leitete Hengst die Abteilung Deutsch-Slawische Namenforschung des Instituts für Slavistik an der Philosophischen Fakultät der Universität Leipzig.

## Leben
Hengst wurde als Sohn eines Angestellten in der erzgebirgischen Bergstadt Marienberg geboren, verlebte aber seine Kindheit und Jugend von 1938 bis 1967 in Oberlungwitz, wohin seine Eltern verzogen waren. Sein Abitur legte er an der Karl-Marx-Oberschule (dem heutigen Georgius-Agricola-Gymnasium) in Chemnitz ab. Nach seinem 1956 abgeschlossenen Studium der Slawistik, Lituanistik, Pädagogik und Psychologie an der Karl-Marx-Universität Leipzig nahm Hengst eine erste Tätigkeit als Fremdsprachenlehrer der Erweiterten Oberschule (dem heutigen Carl-von-Bach-Gymnasium) in Stollberg/Erzgeb. auf. 1959 wechselte er als Fremdsprachenlektor an das Pädagogische Institut Karl-Marx-Stadt, das noch im gleichen Jahr nach Zwickau verlegt wurde. Eine von 1961 bis 1963 dauernde Tätigkeit als wissenschaftlicher Assistent mit Forschungsaufenthalt an der Universität Leipzig schloss er mit seiner Promotion zur Thematik Die Ortsnamen der Kreise Glauchau, Hohenstein-Ernstthal und Stollberg ab. Von 1963 bis 1993 war er Leiter des Bereichs Fremdsprachen (später des Instituts für Fremdsprachen) der Pädagogischen Hochschule „Ernst Schneller“ in Zwickau. Mit einer Arbeit zur deutsch-slawischen Sprachkontaktlinguistik schloss er 1972 seine Promotion B zum Dr. sc. phil. ab. Im folgenden Jahr wurde er zum außerordentlichen Professor für Angewandte Sprachwissenschaft berufen, 1985 übernahm er eine ordentliche Professur. Bereits von 1962 bis 1969 fungierte er als stellvertretender Direktor und anschließend bis 1973 als 1. Prorektor der Hochschule.
Hengst gehörte zahlreichen Organisation der DDR an. 1950 trat er der FDJ bei, 1956 dem FDGB. Seit 1959 war er Mitglied der Blockpartei NDPD und ab 1964 Mitglied des Kreisvorstands Hohenstein-Ernstthal bzw. Zwickau der Partei. Während der 6. bis 9. Wahlperiode gehörte er von 1971 bis März 1990 ununterbrochen der Volkskammer an. Des Weiteren war er von 1971 bis 1990 Vorsitzender der Zentralen Fachkommission für fachsprachliche Ausbildung in der Lehrerbildung im Ministerium für Volksbildung und von 1973 bis 1990 Mitglied des Wissenschaftlichen Beirats für Fremdsprachen beim Ministerium für Hoch- und Fachschulwesen. Weiterhin war er ab 1974 Mitglied des Friedensrates der DDR und ab 1976 Präsidiumsmitglied der Gesellschaft Neue Heimat der Liga für Völkerfreundschaft. Am 19. Oktober 1988 wurde er als Direktor des neugegründeten Instituts für Fremdsprachen an der Pädagogischen Hochschule „Ernst Schneller“ Zwickau berufen.
Für seine Verdienste wurde ihm der Vaterländische Verdienstorden in Silber und Bronze verliehen.
Trotz seines langjährigen politischen und ideologischen Engagements in der DDR gelang es Hengst nach der Politischen Wende als Wissenschaftler tätig bleiben zu können. Von 1990 bis 1992 hatte er das Amt des Dekans der neu gegründeten Philosophischen Fakultät an der Pädagogischen Hochschule Zwickau inne. In diesem war er am Aufbau der Fachrichtungen Anglistik und Romanistik beteiligt, die jedoch 1992 an die TU Chemnitz-Zwickau verlagert wurden. An dieser war er 1992/93 Professor für Angewandte Sprachwissenschaft, bevor er 1993 an die C3-Professur für Onomastik an der Universität Leipzig berufen wurde. Diesen Lehrstuhl bekleidete er bis zu seiner Emeritierung 1999. Seit 2000 nimmt er jedoch weiterhin einen Lehrauftrag zur Sicherung der Vertretung der Professur wahr. An der Leipziger Universität gründete er 1994 eine Personennamen-Beratungsstelle. Im Mitteldeutschen Rundfunk war er an der Sendereihe „Namen auf der Spur“ beteiligt.
Hengst ist u. a. Mitglied im Deutschen Hochschulverband, im Verband der Hochschullehrer für Slawistik, in der Gesellschaft für Namenkunde e. V., der Magister-George-Körner-Gesellschaft und in der Historischen Kommission der Sächsischen Akademie der Wissenschaften zu Leipzig. Er ist Mitglied im Redaktionskollegium der Zeitschriften Filologitscheskije nauki der Pädagogischen Universität Wolgograd und Woprossy onomastiki der Ural-Universität Jekaterinburg sowie seit 1994 Mitherausgeber der Zeitschrift Namenkundliche Informationen.
Er lebt in Chemnitz-Adelsberg.

## Ehrungen
- 1965: Medaille für ausgezeichnete Leistungen
- 1966: Pestalozzi-Medaille für treue Dienste (Bronze)
- 1969: Medaille für ausgezeichnete Leistungen
- 1970: Vaterländischer Verdienstorden (Bronze)
- 1976: Pestalozzi-Medaille für treue Dienste (Silber)
- 1978: Johann-Gottfried-Herder-Medaille (Gold)
- 1979: Vaterländischer Verdienstorden (Silber)
- 1986: Pestalozzi-Medaille für treue Dienste (Gold)
- 1996: Anerkennungs-Urkunde der Universität Leipzig für 40-jährige Tätigkeit im Öffentlichen Dienst[7]

## Schriften (Auswahl)
- Fremdsprachenausbildung in Geschichte und Gegenwart. Hauptabteilung Lehrerbildung des Ministeriums für Volksbildung, Berlin 1986.
- Wortbildungsmittel des Russischen: ein Kompendium. Hauptabteilung Lehrerbildung des Ministeriums für Volksbildung, Berlin 1987.
- Terminologisches Minimum Musikwissenschaft: russisch-deutsch, deutsch-russisch. Hauptabteilung Lehrerbildung des Ministeriums für Volksbildung, Berlin 1988.
- Wort und Name im deutsch-slavischen Sprachkontakt: Ernst Eichler, von seinen Schülern und Freunden. Böhlau, 1997, ISBN 3-412-06196-4.
- Ortsnamen Südwestsachsens. Die Ortsnamen der Kreise Chemnitzer Land und Stollberg. Akademie-Verlag, Berlin 2003, ISBN 3-05-003684-2.
- mit Dietlind Krüger: Festschrift zu Ehren von Prof. Dr. Ernst Eichler. Leipziger Universitäts-Verlag, Leipzig 2005.
- Familiennamen im Deutschen: Erforschung und Nachschlagewerke; deutsche Familiennamen im deutschen Sprachraum; Jürgen Udolph zum 65. Geburtstag. Leipziger Universitäts-Verlag, Leipzig 2009, ISBN 978-3-86583-392-1.
- Deutsche und Slawen im Mittelalter – Dominanz und Integration. Baar-Verlag, Zahna-Elster 2024, ISBN 978-3-935536-36-3.